# Acartophthalmus pusio
Acartophthalmus pusio is een vliegensoort uit de familie van de Acartophthalmidae. De wetenschappelijke naam van de soort is voor het eerst geldig gepubliceerd in 1947 door Frey.